# Lycalopex culpaeus andinus
Lycalopex culpaeus andinus, comúnmente llamado zorro culpeo altiplánico o zorro colorado puneño, es una de las subespecies en que se divide la especie Lycalopex culpaeus, un cánido que habita en el oeste y sur de América del Sur.

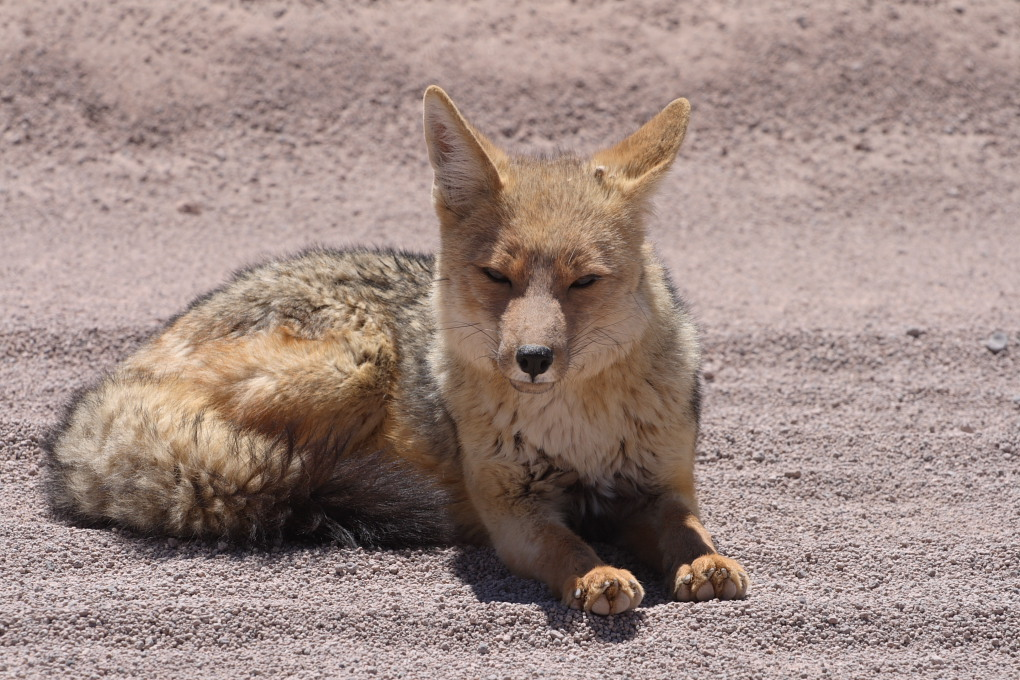
Un ejemplar de esta subespecie a medio camino entre Socaire y las lagunas Miscanti y Miñique, Región de Antofagasta, Chile.

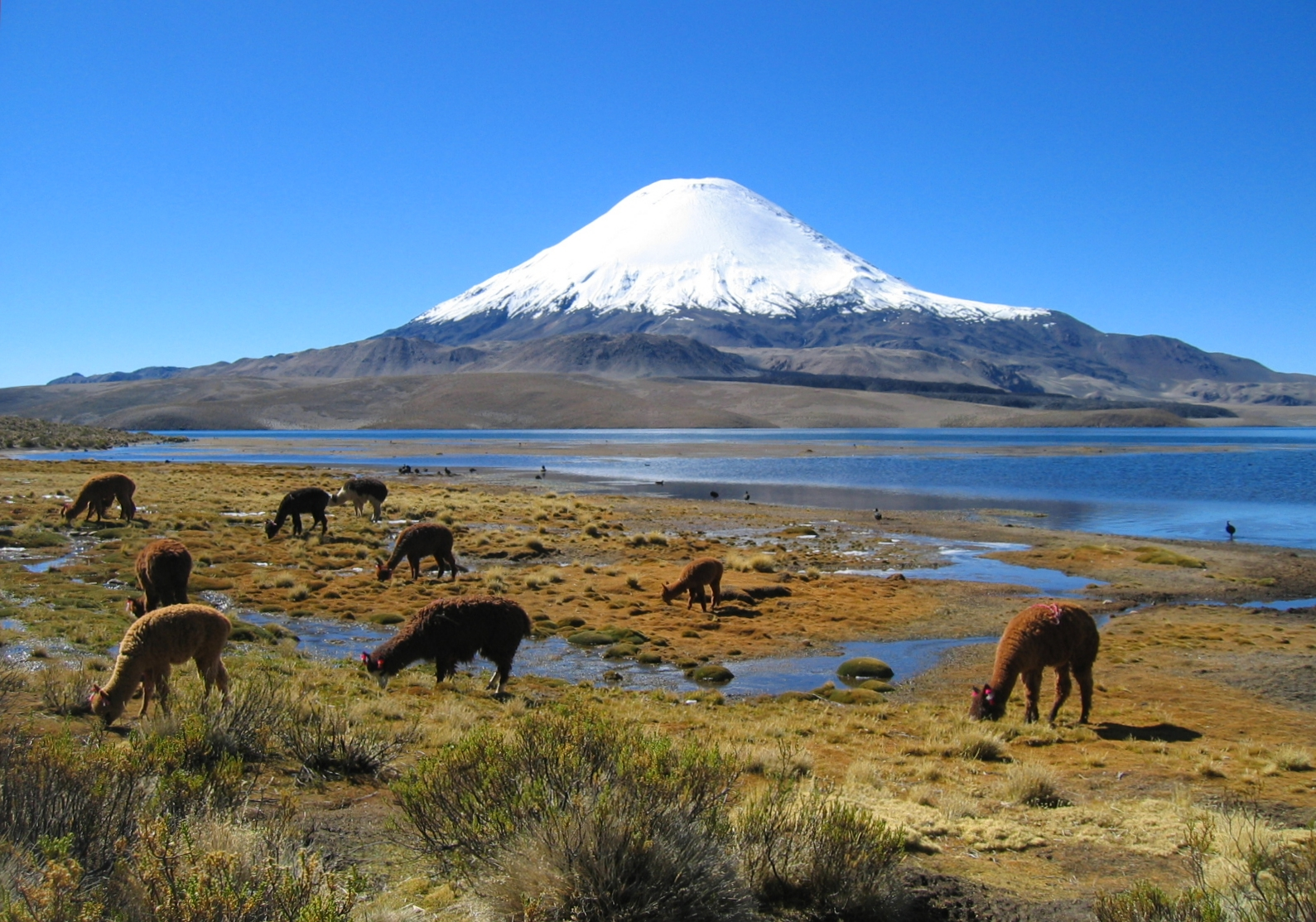
Volcán Parinacota en el norte de Chile. El altiplano andino es el hábitat de esta subespecie.

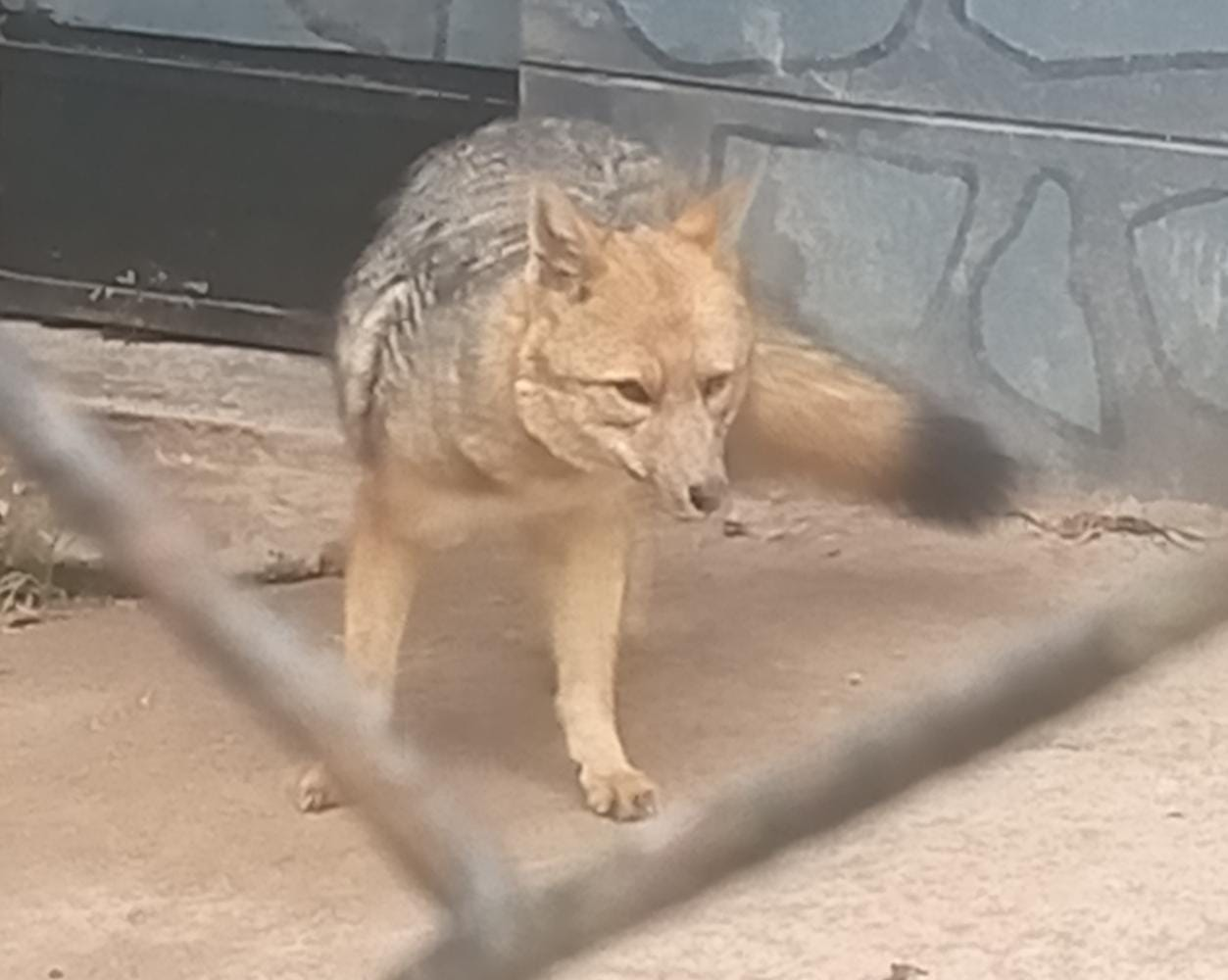
Run Run, zorro andino peruano que se hizo conocido por ser confundido con un perro y se ha convertido en uno de los rostros más populares del tráfico ilegal de animales en el Perú.

## Descripción original y localidad tipo
La descripción original la efectuó Thomas en el año 1914, sustentándose en 3 ejemplares, si bien sólo del holotipo proporcionó las dimensiones dento-craneales.

## Características y variación
Esta subespecie tiene el aspecto de un zorro robusto, de cabeza y patas rojizas, vientre, cuello y boca blancos y lomo gris rayado de negro. La cola está muy poblada de pelos grises que se vuelven negros en su punta.
Los ejemplares de Antofagasta y Tarapacá en el norte de Chile presentan cráneos pequeños, poco desarrollados, sin cresta interparietal, una suave región sagital «liriforme», y hocico algo corto.

## Hábitat
Habita en montañas, praderas, estepas arbustivas, desiertos y bosques.

## Distribución
Esta subespecie se distribuye a lo largo de la Cordillera de los Andes, siempre en altitudes superiores a 2000 m s. n. m., en áreas altiplánicas desde Huancabamba, departamento de Piura, en el norte del Perú hacia el sur, en el oeste de Bolivia, el noreste de Chile hasta la Región de Coquimbo, y el norte,noroeste y oeste  de Argentina. En este último país se la encuentra en las provincias de: Jujuy, Salta, Tucumán, Catamarca, La Rioja, llegando por el sur hasta el oeste de la provincia de San Juan, y tal vez al noroeste de Mendoza. Posiblemente también habite en el extremo sur de Ecuador.

## Alimentación

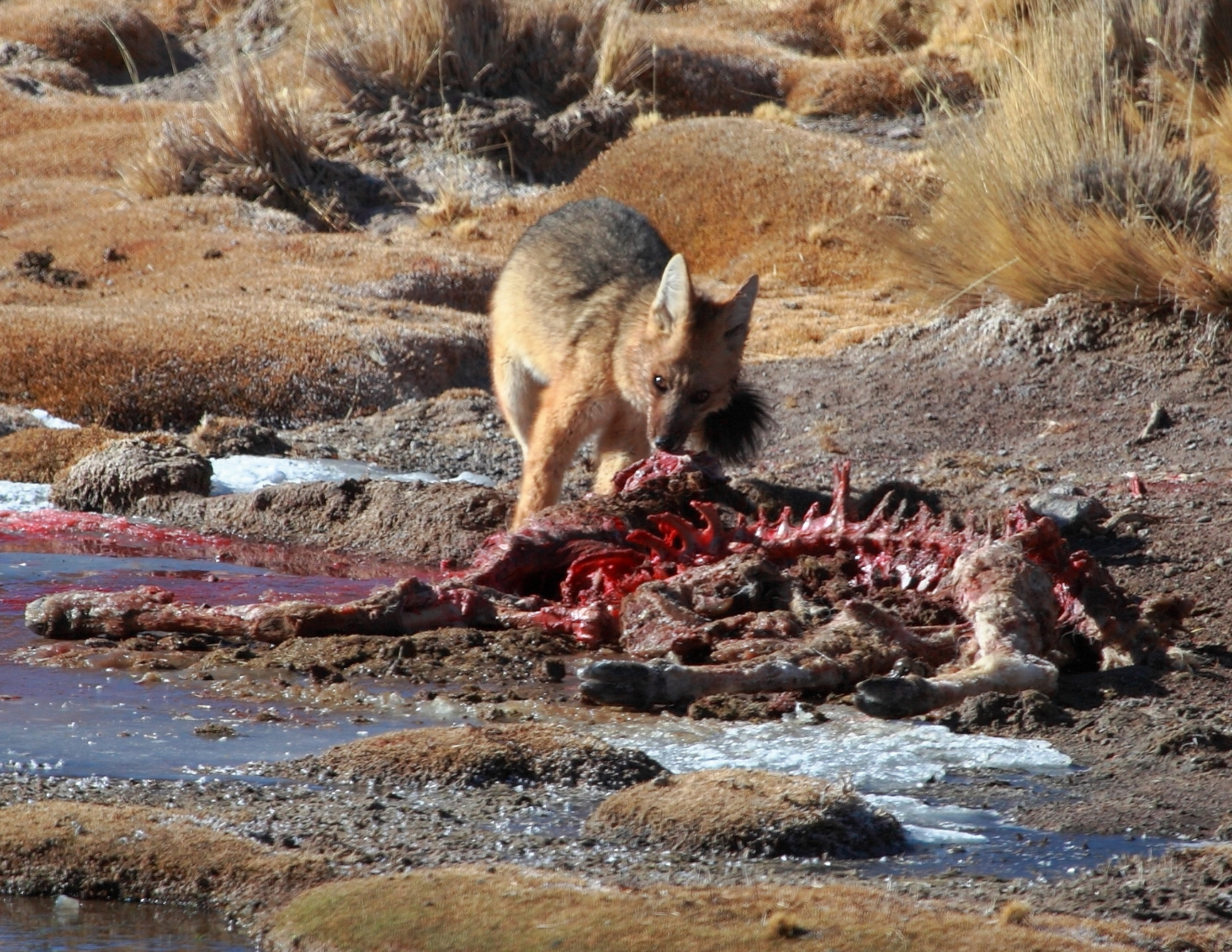
Un ejemplar alimentándose de restos de vicuña (Vicugna vicugna) en El Tatio, San Pedro de Atacama, Región de Antofagasta, Chile

Se alimenta de roedores, conejos, aves y lagartos, y en menor medida de plantas y carroña. En algunas zonas muy antropizadas ataca a los rebaños de ovejas, razón por la cual ha sido perseguido duramente por los ganaderos, que le disparan o envenenan carroñas. Como consecuencia de esto, se ha vuelto muy raro en algunas zonas y en otras se ha extinguido.